# Francis Momoh
Francis Momoh, né le 25 mars 2001 à Kaduna au Nigeria, est un footballeur nigérian, qui évolue au poste d'avant-centre au LNZ Tcherkassy (en).

## Biographie

### En club
Né à Kaduna au Nigeria, Francis Momoh est formé par le club local du Heartland FC avant de rejoindre en 2019 la Suisse et le Grasshopper Zurich. 
Il joue son premier match sous ses nouvelles couleurs le 5 octobre 2019 contre le FC Wil, à l'occasion d'une rencontre de deuxième division suisse. Il entre en jeu à la place de Giotto Morandi (en) et son équipe l'emporte par trois buts à zéro.
Le club est ensuite promu à l'issue de la saison 2020-2021. Momoh découvre alors la Super League, l'élite du football suisse, jouant son premier match le 7 août 2021 contre le FC Lausanne-Sport. Il entre en jeu à la place de Shkelqim Demhasaj (en) lors de ce match remporté par son équipe (3-1 score final). Momoh inscrit son premier but pour le club le 15 août 2021, lors d'une rencontre de coupe de Suisse contre le FC Widnau. Il entre en jeu à la place de Shkelqim Demhasaj (en) et participe à la victoire de son équipe par cinq buts à zéro. Le 28 octobre 2021 il prolonge son contrat avec le Grasshopper Zurich jusqu'en juin 2024.
Le 6 août 2022, Momoh se fait remarquer en inscrivant un but et délivrant une passe décisive pour Tsiy William Ndenge, lors de la victoire de son équipe en championnat contre le FC Saint-Gall. Il contribue ainsi à la victoire des siens par trois buts à deux,.